# Monumento ao Trabalhador do Asseio, Conservação e Limpeza Urbana
O Monumento ao Trabalhador do Asseio, Conservação e Limpeza Urbana é um conjunto escultórico localizado na Praça Marechal Deodoro, em São Paulo. Foi criado por Murilo Sá Toledo e inaugurado em 2011.

## História

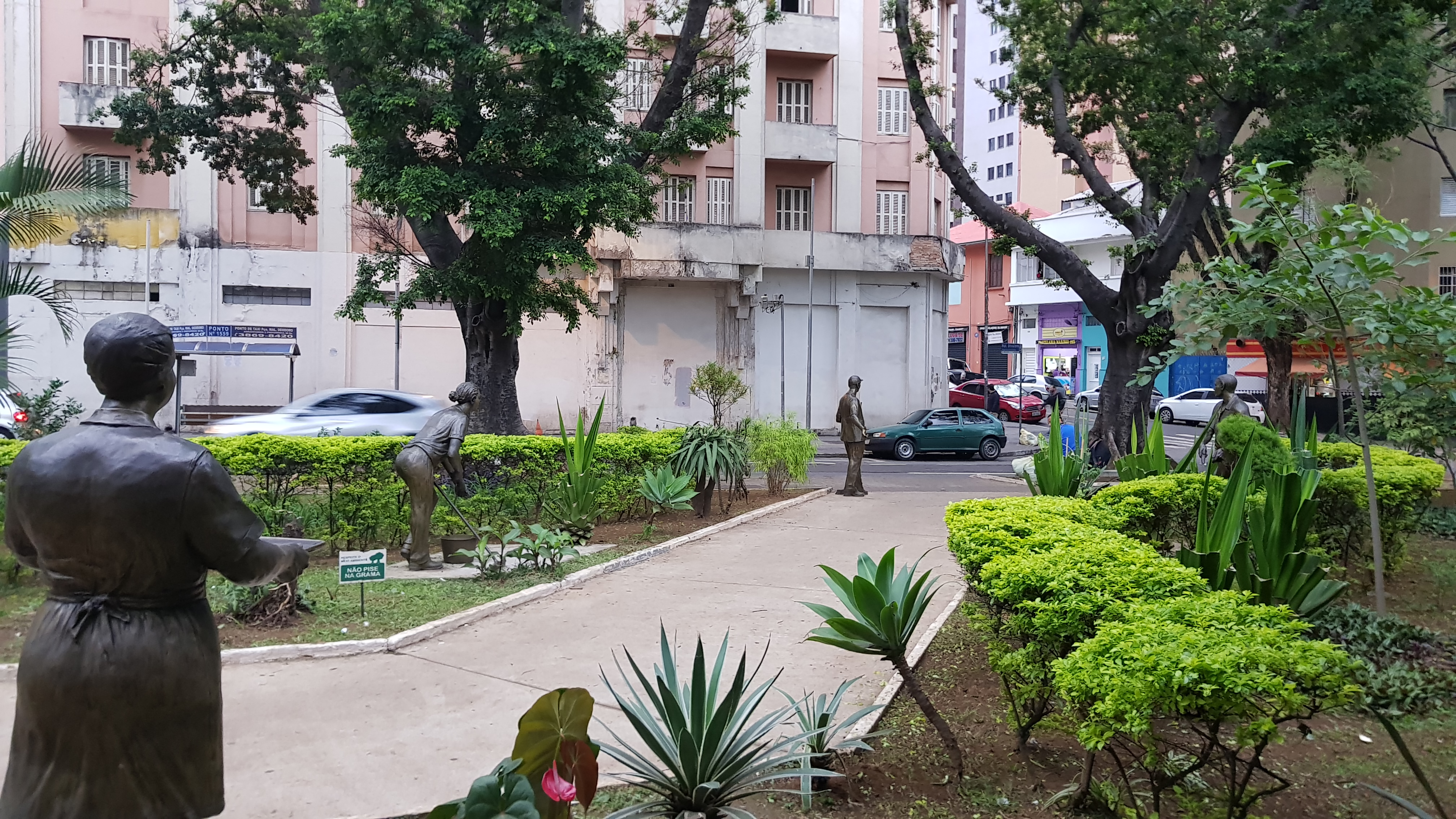
Vista geral da praça.

A iniciativa para a construção do monumento saiu do Sindicato dos Trabalhadores em Empresas de Prestação de Serviços de Asseio, Conservação e Limpeza Urbana de São Paulo para promover a categoria trabalhista representada pela organização. A obra foi doada à cidade no aniversário de 457 anos de São Paulo.
Em 2014, parte de uma das peças, uma bandeja, foi roubada.

## Descrição
O monumento é composto de quatro elementos, dispostos em "S". Os elementos, feitos de bronze, são: um gari, uma copeira, um jardineiro e uma faxineira. Cada um destes mede 1,65 metro. É um destaque das obras que estejam no nível dos pedestres, sem estarem em pedestais, como é habitual.

## Galeria

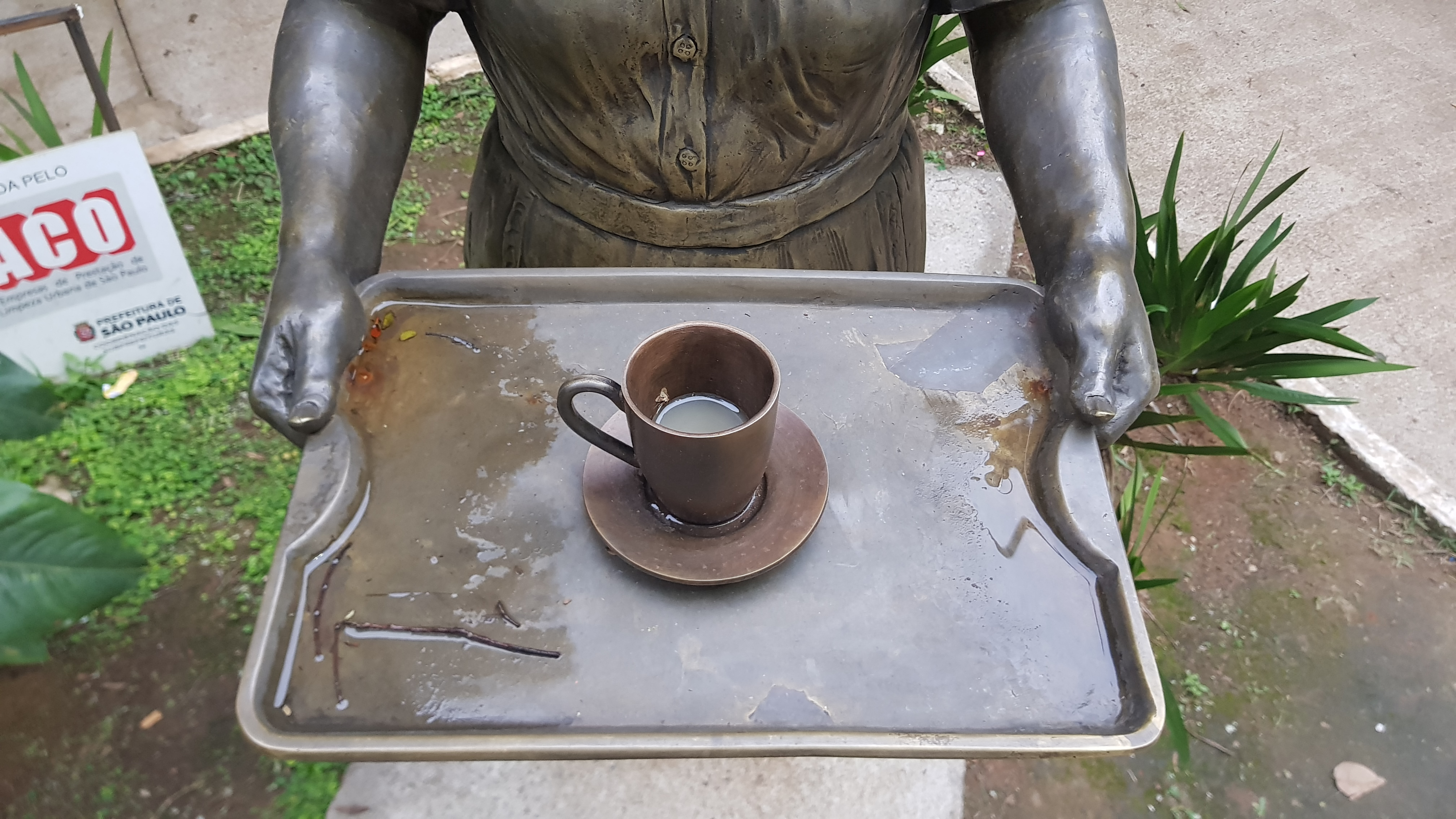
Bandeja restaurada, após ser roubada em 2014.
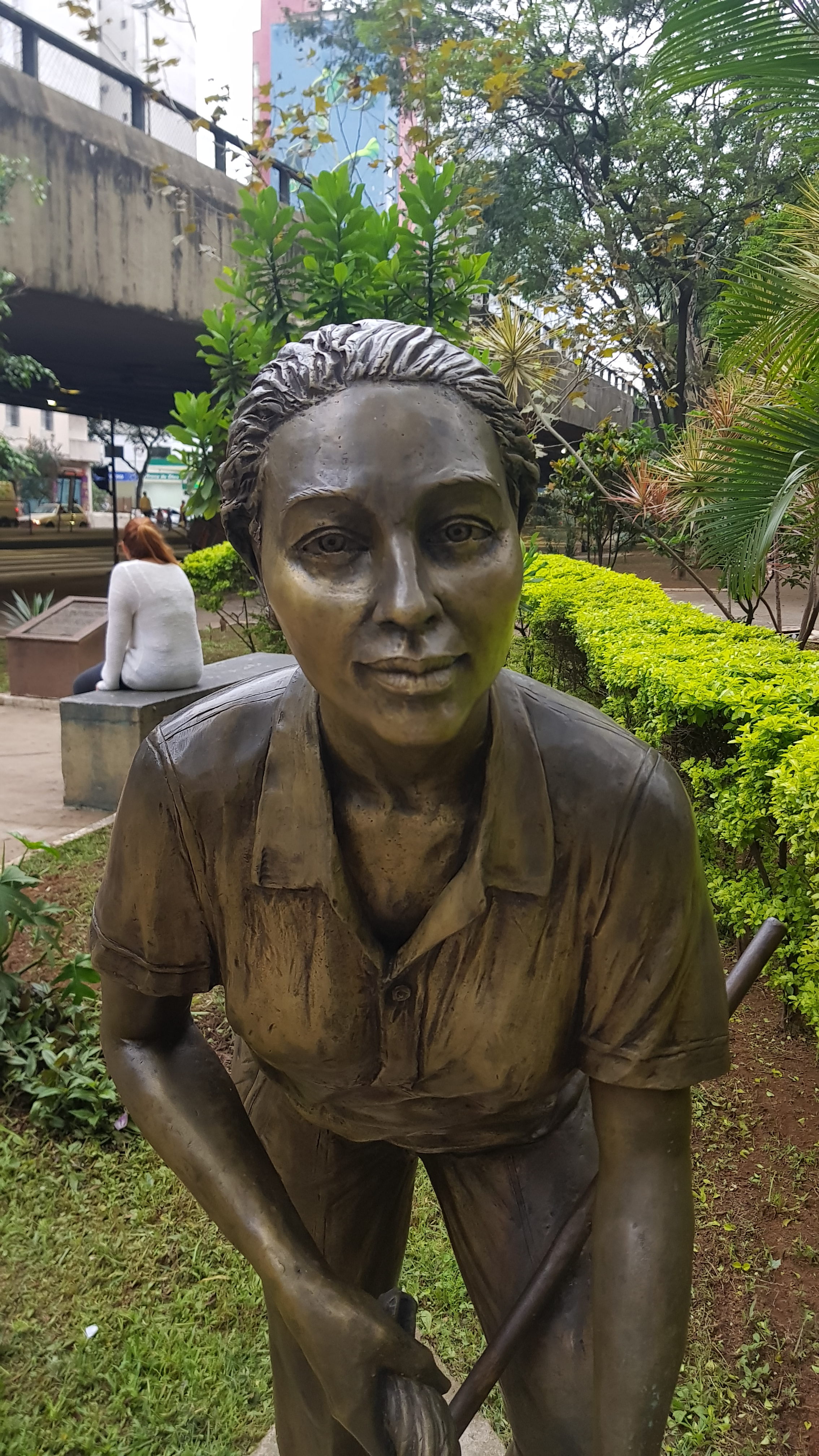
Figura da auxiliar de limpeza.
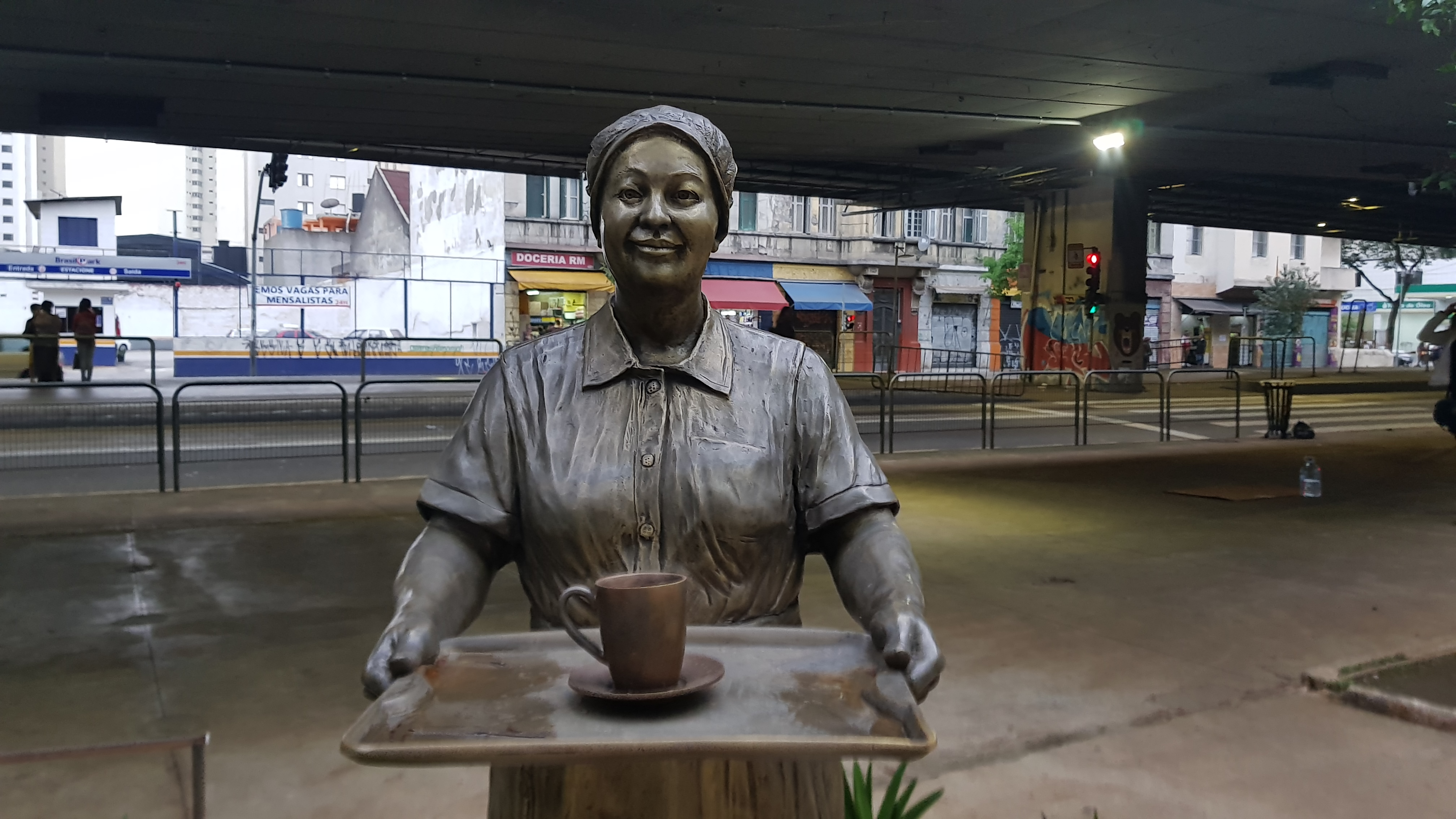
Figura da copeira.
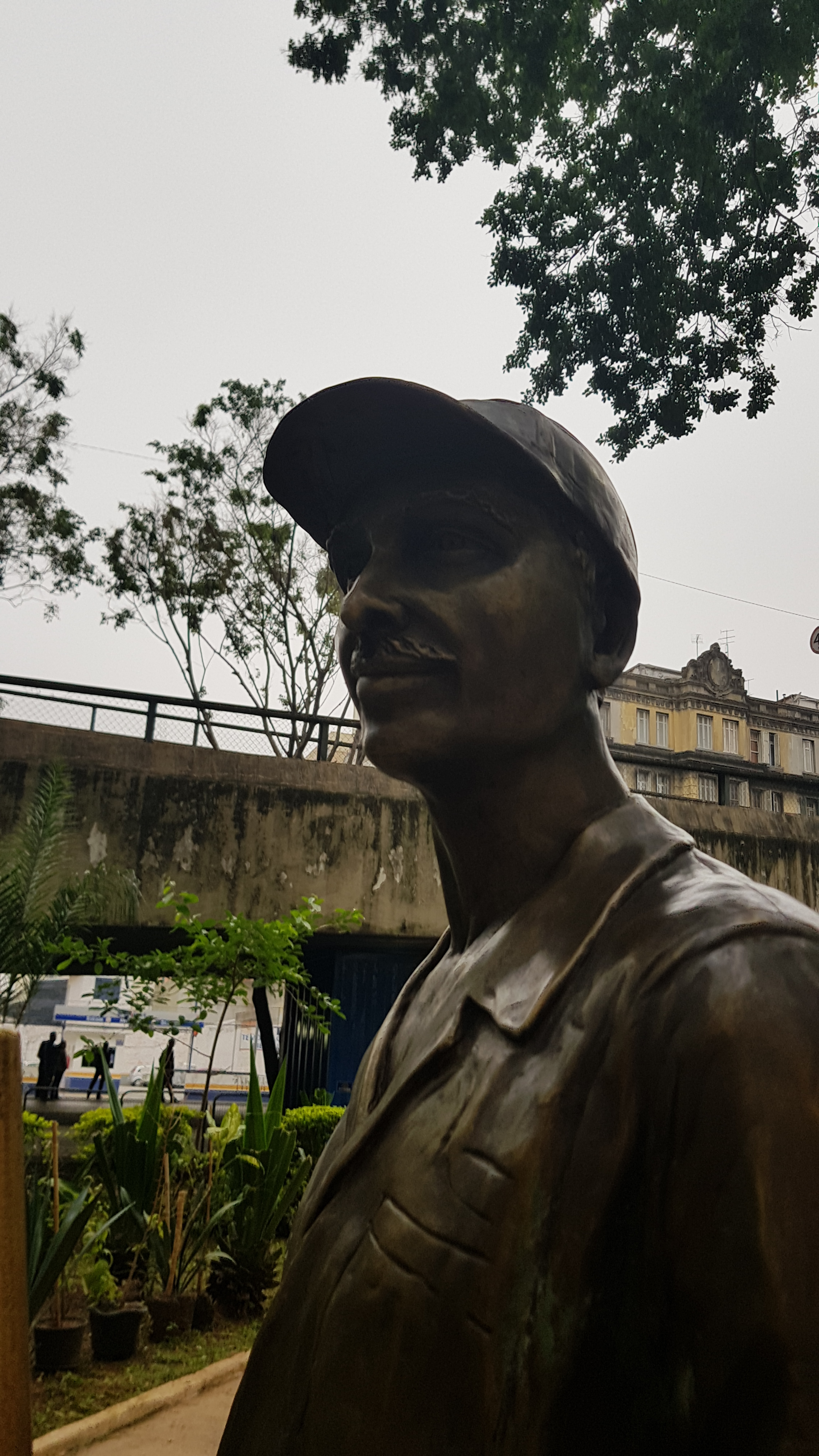
Figura do gari.
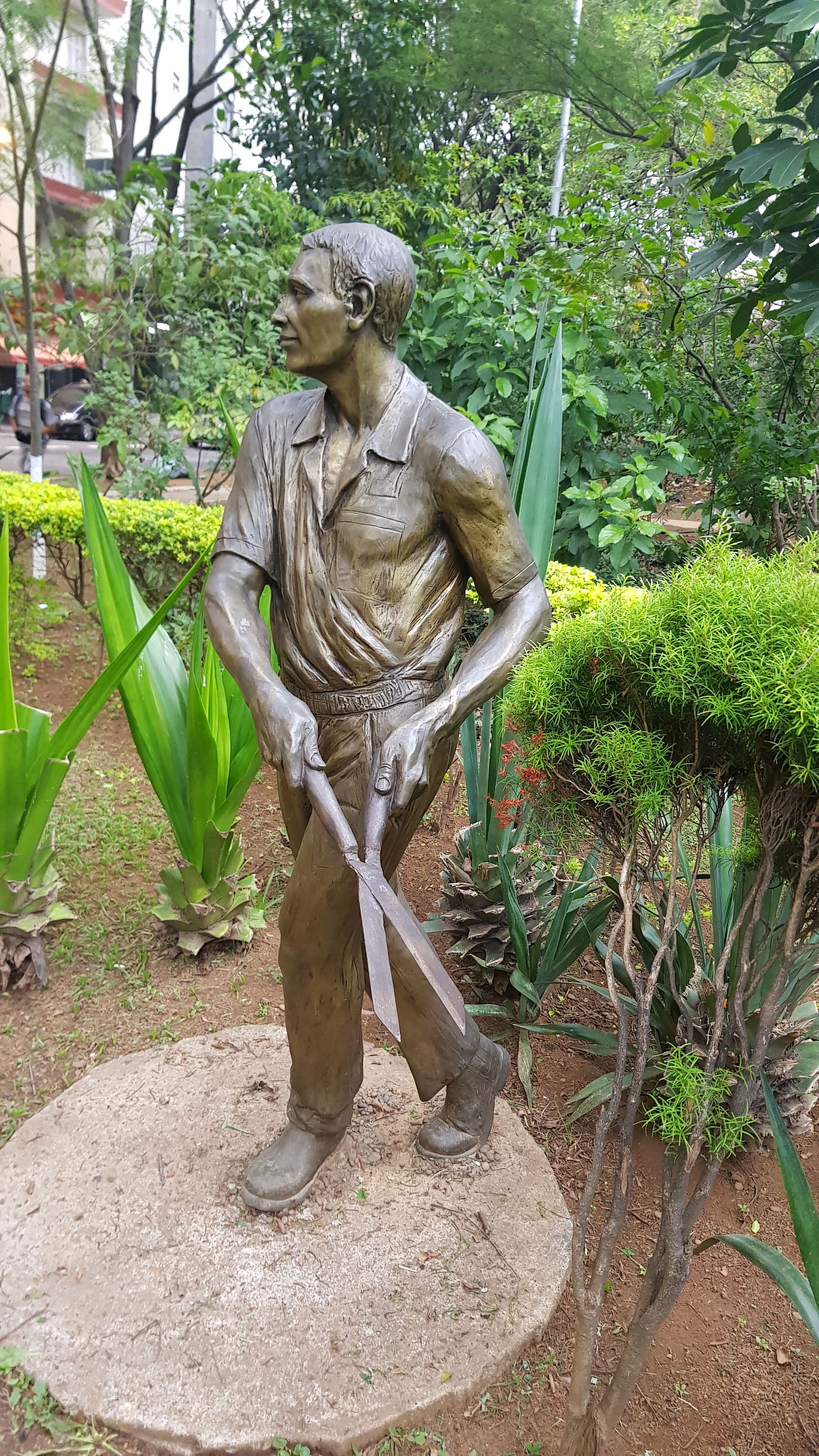
Figura do jardineiro.
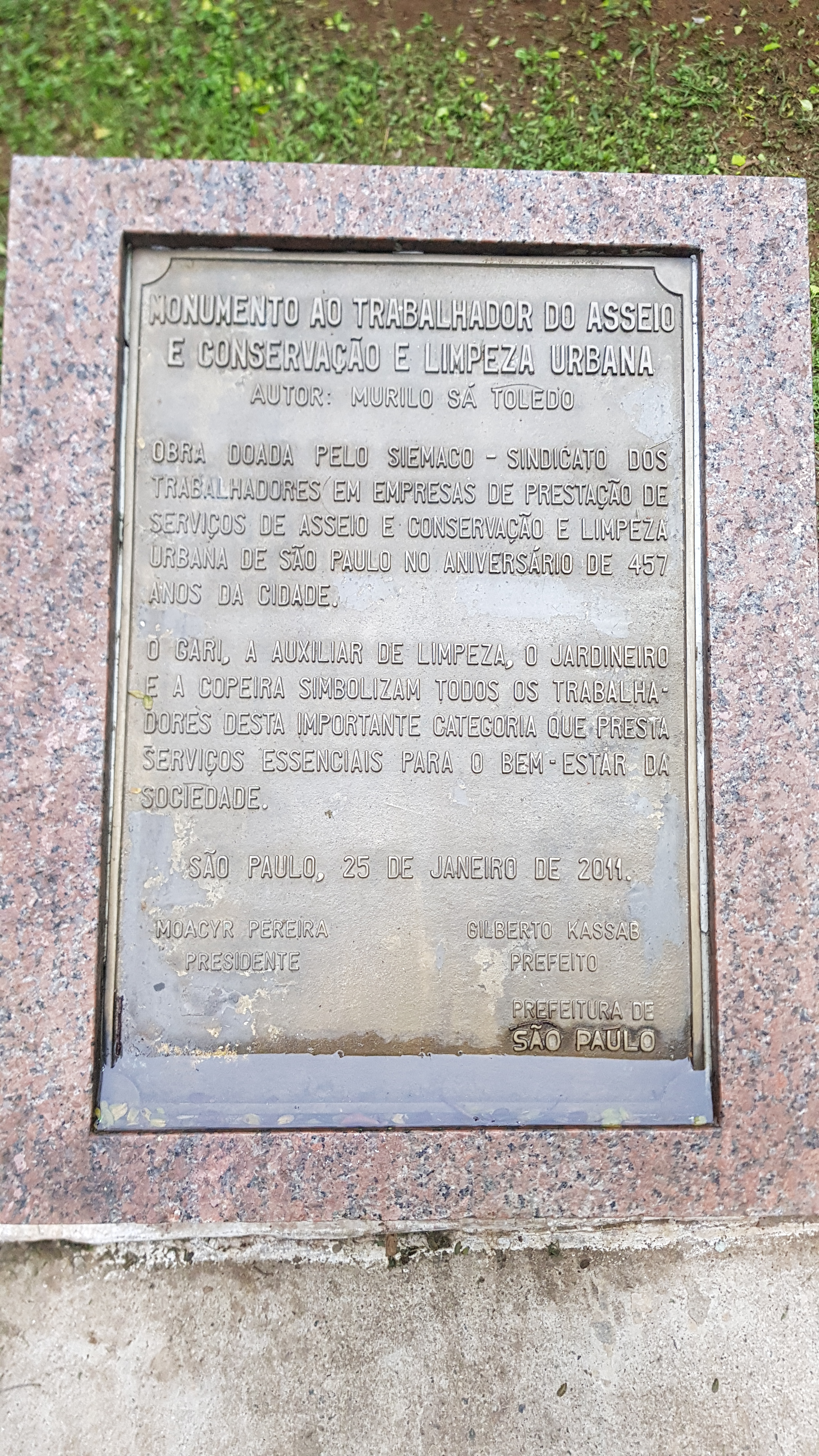
Placa do monumento.